# بينايدولايج
بلدية بني دُلاج أو بني دُلَيق (نقحرة: بينايدولايج) (بالإسبانية: Benidoleig)‏, هي بلدية تقع في مقاطعة لقنت. جنوب شرق إسبانيا. يبلغ عدد سكانها 1.113 نسمة.